# Dinamarca en los Juegos Paralímpicos de Tel Aviv 1968
Dinamarca estuvo representada en los Juegos Paralímpicos de Tel Aviv 1968 por ocho deportistas, siete hombres y una mujer. El equipo paralímpico danés no obtuvo ninguna medalla en estos Juegos.